# Джованні Фраполлі
Джованні Фраполлі (?, Неаполь — 1827, Одеса) — італійський архітектор; працював в Одесі, дотримувався стильових принципів ампіру. Ймовірно, є молодшим братом архітектора Франческо Фраполлі, який також працював в Одесі.

## Біографія
З 1817 року працював в Одеському будівельному комітеті. Виконував поточні праці по створенню великого архітектурного комплексу портового карантину: переробив проєкти Ф. Шаля, склав кошториси і керував будівництвом. Складав кресленики частин міста — Старого базару (1821), Нового базару (1825).
За його проєктами в Одесі були зведені:
- Будинок карантинного фельдшера (1820);
- Споруди для різниці на Пересипу (1821);
- Шлагбауми і застави для прокладення межі порто-франко навколо міста (1823);
- Торговельні ряди на Новобазарній площі (1825);
- Стайні та інші господарські й виробничі споруди;
- Житлові будинки:
Будинок Сальвадора на Військовому форштадті (1817);
Будинок Трохіна (1818);
Будинок Вашенка (1819);
Будинок Веромтецького (1820);
Будинок Добронедського на форштадті (1820);
Будинок Кузнецова на Молдаванці (1820);
Будинок Бутилніна (1821);
Будинок Морозова (1821);
Будинок Соколовського на форштадті (1821);
Будинок Бартеньєвой на форштадті (1821);
Будинок і флігель Записошного на Пересипу (1822);
Будинок Андона на форштадті (1825);
Будинок Калабіна (1826);
багато інших житлових будинків, на місці котрих зараз зведені великі споруди.

Серед споруд, виконаних за проєктами Джованні Фраполлі, що збереглись до нашого часу, можна відзначити:
- Житловий будинок на розі вулиць Коблевської № 36 і Дворянської (1821);
- Прибутковий будинок, вул. Єлизаветинська № 1 (1824, пізніше перебудований);
- Особняк Маріні, Приморський бульвар № 3 (1824–1826, перебудований в кін. XIX ст. В. Кабіольським);
- Будинок на Олександрівському проспекті № 45;
- Будинок на вул. Рішельєвській № 76;
- Будинок Кумбарі на розі вулиць Поліцейської № 24 і Катерининської (1825);
- Житловий будинок на розі вулиць Грецької № 32 і Катерининської (1825);
- Крамниці на вул. Торговій (1826);
- Будинок Ількевича на вул. Дерибасівській № 3 (20-і роки).

Джованні Фраполлі продовжив спорудження декількох великих будівель, які не встиг завершити Франсіско Фраполлі, зокрема 1821 року добудував крила міської лікарні на вул. Херсонській. У 1825 році допрацював проєкт Ф. Шестакова для дзвіниці Преображенського собору, який був реалізований у 1827–1831 роках під керівництвом Ф. Боффо.
1827 року трагічно загинув — убитий кучером, який сподівався, що Фраполлі віз велику суму грошей для будівництва.